# Víctor Arnau Lambea
Víctor Arnau y Lambea (Sòria 1817-1902) fou un polític espanyol, rector a la Universitat de Barcelona (1857-1864). Va prendre la iniciativa de la construcció del nou edifici a l'actual plaça de la Universitat i el va impulsar.

## Biografia
Víctor Arnau y Lambea va néixer a Sòria el 12 d'abril de 1817. Entre 1828 i 1833 estudia tres anys de filosofia dos de teologia en el Colegio Universidad de Osma. Obtè el grau de batxiller en filosofia el 9 d'abril de 1933 a la Universitat de Valladolid. A la Universitat d'Alcalá de Henares fa 3r i 4t de teologia, un any de cànons i obté el grau en teologia el 2 de juny de 1835. L'any següent, després de continuar cànons n'obté el grau de batxiller. Continua estudiant cànons a la Universitat de Madrid i el 2 de novembre de 1839 obté el grau de batxiller en lleis. El 25 de novembre de 1846 obté els graus de llicenciat i doctor en filosofia per la Universitat de Madrid i el de llicenciat i doctor en dret. Exerceix de catedràtic d'institut. Entre 1847 i 1852 exerceix de catedràtic de Filosofía y su historia a la Facultat de Filosofia de la Universitat de Granada. El 1852 se li encarrega la càtedra de Derecho civil, mercantil, penal y de procedimientos de la Universitat Central i l'any 1853 l'assignatura Hacienda pública y derecho administrativo español en materia de Hacienda.És nomenat rector a la Universitat de Barcelona (1857-1864). És ell qui pren la iniciativa de la construcció del nou edifici a l'actual plaça de la Universitat i l'impulsa. És rector quan la reina Isabel II i el seu espòs visiten Barcelona i presideix la inauguració de curs realitzada al Palau de la Generalitat de Catalunya el dia 2 d'octubre de 1860. Al cessar com a rector se'l nomena catedràtic de Derecho mercantil y legislación de aduana de los pueblos... de la Universitat Central. L'any 1858 és nomenat Cap Superior d'Administració i el 1863 Director general d'Instrucció Pública. Ocupà diversos càrrecs en els ministeris de Gràcia i Justícia i del de Foment. Diversos cops fou elegit diputat (Sòria, Almeria) i senador. Entre les condecoracions que va rebre figura la Gran Creu de l'Orde d'Isabel la Catòlica.
Va morir l'any 1902, probablement a Madrid.

## Publicacions
- Arnau y Lambea, Víctor. Discurso leido en la Universidad Central en la solemne inauguracion del curso académico de 1881 á 1882. Madrid : [s.n.], 1881 (Impr. de José M. Ducazcal). Disponible a: Catàleg de les biblioteques de la UB
- Arnau y Lambea, Víctor. Compendio de historia de la filosofía. Madrid : [s. n.], 1852 (Imprenta de José María Alonso). Disponible a: Catàleg de les biblioteques de la UB